# Kościół Wniebowzięcia Najświętszej Maryi Panny w Branicach
Kościół Wniebowzięcia Najświętszej Maryi Panny – rzymskokatolicki kościół parafialny należący do parafii pod tym samym wezwaniem (dekanat Branice diecezji opolskiej).

## Historia
Jest to świątynia wzniesiona na miejscu wcześniejszej, mniejszej budowli, w 1792 roku. Podczas kolejnych pożarów zostały zniszczone i odbudowane dach świątyni i wieża. Z czasem w kościele przestawali się mieścić wierni i w 1888 roku został położony kamień węgielny pod rozbudowę kościoła. Zostało przedłużone prezbiterium i dobudowany został transept. Przebudowana świątynia została poświęcona w 1889 roku.
Kolejna modernizacja i rozbudowa została wykonana na początku XX wieku, a jej inicjatorem był ówczesny proboszcz, Josef Martin Nathan. Projekt dobudowy naw bocznych opracował wrocławski architekt Hans Schlicht. Pod koniec 1915 roku prace w świątyni, we wnętrzu i na zewnątrz zostały całkowicie zakończone. W 1916 roku został zamontowany krzyż na wieży oraz zostały zawieszone dzwony, natomiast świątynia została konsekrowana.

## Architektura
Budowla jest orientowana, trzynawowa, murowana, wybudowana z kamienia oraz cegły, otynkowana i otoczona skarpami. Przebudowana została w stylu neogotyckim na planie zbliżonym do krzyża z trójbocznie zamkniętym prezbiterium i prostokątną wieżą usytuowaną przed korpusem nawy. Przy prezbiterium są umieszczone dwie prostokątne dobudówki: mniejsza od strony północnej oraz większa od strony południowej, w których są zlokalizowane zakrystia oraz grota lurdzka. Nawa główna oraz transept nakrywają dachy dwuspadowe, na ich skrzyżowaniu jest umieszczona sygnaturka. Z kolei prezbiterium nakrywa dach dwuspadowy, a przy zamknięciu dach trójpołaciowy. Natomiast nawy boczne nakrywają trzy dachy dwuspadowe o kalenicy prostopadłej do nawy głównej.